# Медресе Мухаммада Амин-хана
Медресе Мухаммада Амин-хана (узб. Muhammad Aminxon madrasasi) — архитектурный памятник, здание медресе в историческом центре Хивы (Узбекистан), воздвигнутое в 1852—1855 годах на средства и по приказу узбекского правителя Мухаммада Амин-хана. Расположено в западной части Ичан-Калы, примыкает к минарету Кальта-Минар.
Медресе Мухаммад Амин-хана является самым крупным и имеет наиболее богатую изразцовую облицовку относительно других хивинских медресе.
Во многих сайтах турфирм безосновательно принято считать медресе Мухаммада Амин-хана «самым крупным» в Средней или Центральной Азии, хотя в других городах существуют медресе крупнее него: медресе Кукельдаш и другие.
Как часть Ичан-Калы в 1990 году был включён в список объектов всемирного наследия ЮНЕСКО. В настоящее время является объектом туристического сервиса и показа, где расположена гостиница туристского комплекса «Хива».

## История
В Хиве, бывшей столице Хорезма, сохранилось свыше двух десятков медресе, но было их возведено намного больше.
На четвёртый год своего правления правитель Хорезма Мухаммад Амин-хан (1846—1855) велел начать строительство медресе и минарета рядом с западными воротами Внутренней крепости (Ичан-кала), напротив южного фасада крепости правителей (Куня-Арк). Строительство медресе было осуществлено за три года (1852—1855).
При медресе Мухаммада Амин-хана в 1852 году был начат постройкой грандиозный минарет, который по замыслу хана должен был превзойти высотой все существующие в Средней Азии. Он так и остался незавершённым (отсюда его название «короткий минарет») и ныне называется Кальта-Минаром.
В медресе учились ряд знаменитых личностей эпохи, таких, как Лаффаси, Мутриб Хонахароби, Суфи и другие.
С 1979 года медресе Мухаммада Амин-хана вместе с медресе Матнияза диванбеги составляет туристский комплекс «Хива», приспособленный для обслуживания отечественных и иностранных туристов. В здании первого находится гостиница, а последнего — ресторан.
В 1990 году медресе было внесено, наряду другими памятниками Ичан-Калы, в список объектов всемирного наследия ЮНЕСКО.

## Архитектура
Главный фасад медресе Мухаммада Амин-хана отделяется от улицы внешним двориком, окружённым стеной с купольным входом.
Главный портал (пештак) окружён простой прямоугольной рамой. Гранёная ниша портала разделяется на уровне второго этажа деревянным балконом с резными консолями. Крылья главного фасада завершаются башенками гульдаста.
Медресе двухэтажное. Оно является самым крупным в Хиве и повторяет традиционную композиционную схему, состоящую из пяти купольной входной группы и четырёхайванного двора, обведённого двумя этажами худжр. Но худжры здесь подразделены надвое, что в свою очередь определяет необычное для хивинских медресе оформление аркадами лоджий всех четырёх фасадов (а не только главного): его боковые фасады, как в бухарском Кукельдаше, получили архитектурное оформление — на них выходят глубокие стрельчатые лоджии-ниши худжр второго этажа.
За парадными воротами медресе расположен вестибюль (мианхана), по сторонам которого находятся залы бывшей учебной аудитории (дарсхана) и мечети, а над мианханой — помещение бывшей библиотеки (китабхана).
Общая площадь здания 77х60 метров, площадь внутреннего двора 38х38 метров. Общее количество худжр 125 единиц.
По декоративной отделке медресе Мухаммада Амин-хана имеет наиболее богатую изразцовую облицовку относительно других хивинских медресе.
Большая часть надписей медресе Мухаммада Амин-хана была составлена знаменитым поэтом, историком и переводчиком Агахи. Все надписи на дворовых порталах медресе написаны почерком насталик (также в курсивном стиле) на майоликовых плитках. Буквы белые на тёмно-синем фоне.